# هنری درل
هنری درل (استونیایی: Henri Drell؛ زادهٔ ۲۵ آوریل ۲۰۰۰) بازیکن بسکتبال اهل استونی است.
وی در مسابقات کشوری و بین‌المللی در مجموع برندهٔ ۱ مدال برنز شده‌است.